# Krampfader

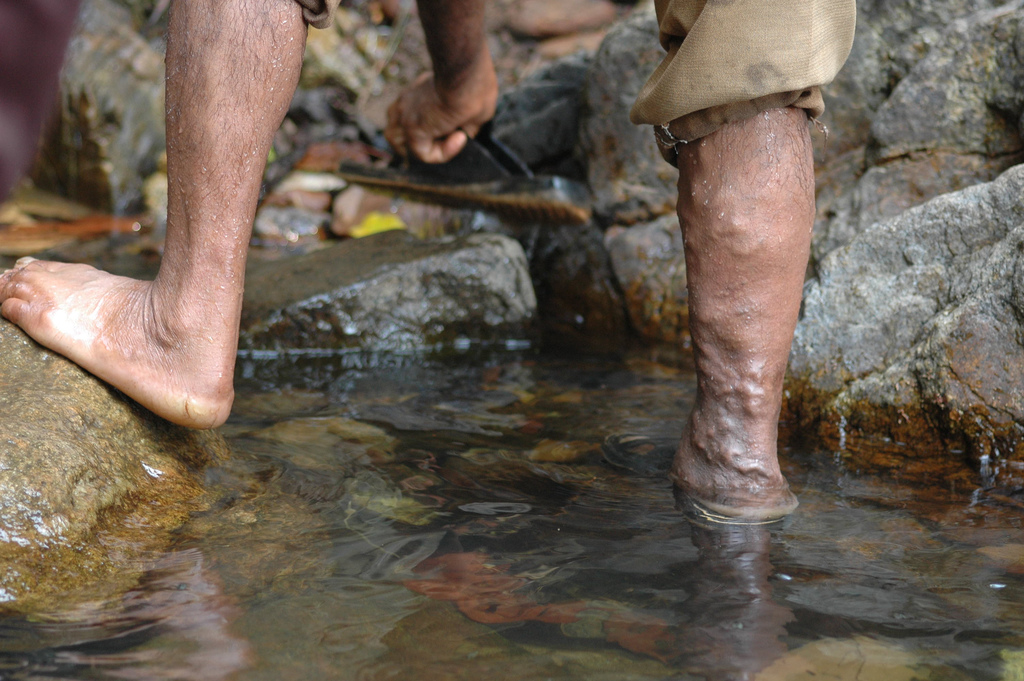
Varikosis der Beine

Die Krampfader (von althochdeutsch krimpfan ‚krümmen‘) oder Varize (fremdwörtlich Varix, Plural Varizen, älter Varicen; von lateinisch varix, Maskulinum, aber nach Aulus Cornelius Celsus auch Femininum) ist eine knotig-erweiterte (oberflächliche) Vene (Blutader). Die Krankheit beim Vorliegen von solchen örtlichen Venenerweiterungen heißt in der Fachsprache Varikose oder auch Varikosis.
Betroffen sind am häufigsten die oberflächlichen Venen der Beine inklusive deren Hauptstämmen, der Vena saphena magna und Vena saphena parva. Krampfadern am Anus werden als symptomatische Hämorrhoiden bezeichnet und Krampfadern am Hoden als Varikozele.
Die Teleangiektasie ähnelt den Besenreisern am Bein, tritt aber eher im Gesicht auf und betrifft im Gegensatz zu den Krampfadern ausschließlich Kapillargefäße.
Zu den Risikofaktoren gehören Übergewicht, mangelnde Bewegung, Beinverletzungen, das Vorkommen in der Familie sowie das Vorliegen einer Schwangerschaft.

## Einteilung und Häufigkeit
Je nach Entstehung unterteilt man die Krankheit wie folgt:
- Primäre idiopathische Varikosis, verursacht durch genetische Disposition (ca. 95 % der Fälle), familiäre Disposition
- Sekundäre Varikosis infolge anderer Venenerkrankungen wie zum Beispiel der tiefen Beinvenenthrombose, mit Entstehung eines Umgehungskreislaufs über das oberflächliche Venensystem (ca. 5 % der Fälle)

Nach Schätzungen der europäischen Fachgesellschaften soll jeder zweite Europäer unter Krampfadern leiden. Weltweit sind circa 60 Prozent der Erwachsenen betroffen. Bei > 80 % sollen kleine Krampfadern (Besenreiser) auftreten und bis zu 30 % eine Stammvarikose haben. Die Erkrankungshäufigkeit (Prävalenz) steigt mit fortschreitendem Alter und jede dritte Frau und jeder vierte Mann sind betroffen.

## Klassifikation
(Adaptiert von Leitlinie zur Diagnostik und Therapie des Krampfaderleidens)
Die klinische Ausprägung der mit Krampfadern (Varikose) einhergehenden Veränderungen können nach verschiedenen Klassifikationen eingeteilt werden. Im klinischen Alltag war bisher folgende, an der Widmer-Klassifikation (303, 322) angelehnte, Einteilung üblich:
Einteilung der klinischen Ausprägung einer Varikose angelehnt an die Klassifikation der chronisch-venöse Insuffizienz (CVI) nach Widmer (303), modifiziert nach Marshall (322)
- Grad-1-Krampfadern: keine (nennenswerten) Beschwerden; keine Komplikationen
- Grad-2-Krampfadern: Beschwerden (Dysästhesien, Juckreiz, Schweregefühl, Spannungsgefühl, leichte Schwellneigung, Wadenkrämpfe, Schmerzen usw.); keine Komplikationen
- Grad-3-Krampfadern: Beschwerden (wie Grad 2, stärker ausgeprägt); Komplikationen: trophische Hautstörungen (Induration, Pigmentierungen, Dermatitis, Ekzem, Atrophie); Varikophlebitis
- Grad-4-Krampfadern: Beschwerden (wie Grad 3); Komplikationen (wie Grad 3, stärker ausgeprägt); florides Ulcus cruris

International hat sich heute die klinische Einteilung nach der CEAP-Klassifikation (158, 239, 267) durchgesetzt:
Einteilung der klinischen Ausprägung einer Varikose nach der CEAP-Klassifikation (158)
- C0: Keine sichtbaren Zeichen einer Venenkrankheit
- C1: Besenreiser und retikuläre Varizen
- C2: Varikose ohne Zeichen einer CVI
- C3: Varikose mit Ödem
- C4: Varikose mit Hautveränderungen
- C4a: Varikose mit Pigmentierung, Ekzem
- C4b: Varikose mit Dermatoliposklerose, Atrophie blanche
- C5: Varikose mit Narbe eines Ulcus cruris
- C6: Varikose mit floridem Ulcus cruris

C1–C6, zusätzlich: A = asymptomatisch, S = symptomatisch
Zusätzlich können bei Bedarf in der CEAP-Klassifikation ätiologische (E), anatomische (A) und pathophysiologische (P) Kriterien berücksichtigt werden.

## Ursachen
Die Ursache der idiopathischen Varikose wird kontrovers diskutiert. Eine familiäre Disposition und die durch die Schwerkraft bedingte Volumenüberlastung der unteren Extremitäten spielen eine entscheidende Rolle. Andere Faktoren, wie Wärme, Übereinanderschlagen (Verschränken) der Beine, Größe, Gewicht, Sport, hohe Absätze, Schwangerschaften, stehende oder sitzende Berufe werden in ihrer Bedeutung überschätzt, wenngleich bereits seit der Antike die Varikosis gehäuft bei bestimmten Berufen beobachtet wurde (Abulkasim nannte Ackerbauer und Eselstreiber, Avicenna auch Läufer, Wanderer, Lastträger und Menschen, die zur Rechten des Herrschers stehen müssen; in moderner Zeit galten auch Briefträger und Wache stehende Kapitäne und Offiziere als prädisponierende Berufe). Das Blut aus den Beinen wird im Wesentlichen durch die Waden-Muskel-Pumpe gegen die Schwerkraft zum Herzen transportiert. Jede Form von Bewegung ist daher vorteilhaft. Segelklappen in den Venen verhindern den Rückfluss ins Bein.
Die oberflächlichen Venen liegen im Unterhautfettgewebe, das wenig Druck aufbaut, so dass durch fehlende Bewegung der Beine, z. B. durch langes Stehen oder Sitzen, mehr Blut in den Beinen versackt. Die Venen werden gedehnt, bis sie so geweitet sind, dass die Venenklappen nicht mehr schließen können – vergleichbar mit einem undichten Schleusen-Tor. Das Blut fließt dann der Schwerkraft folgend Richtung Fuß, statt zum Herzen. Somit kommt es zu einer Volumenüberlastung der Venen. Das Phänomen setzt sich über Jahre fort, so dass der Mediziner von einer chronischen venösen Insuffizienz spricht. Die oberflächlichen Beinvenen füllen und schlängeln sich, eine Krampfader/Krummader entsteht.
Eine sekundäre Varikose entsteht, wenn das Blut in den tiefen Beinvenen nicht mehr ungehindert abfließen kann. Dies wird in der Regel durch einen Thrombus (Blutgerinnsel) in einer tiefen Leitvene, sehr oft durch die Kniekehlenvene Vena poplitea hervorgerufen. Dies tritt sehr oft nach langen Flugreisen oder nach orthopädischen Eingriffen an Hüfte oder Knie auf. Um den gestörten Blutfluss auszugleichen, entwickelt sich ein Umgehungskreislauf über die oberflächlichen Venen, die dadurch erweitert werden.

## Komplikationen der Varikose
Krampfadern sind nicht nur ein „Schönheitsfehler“, sondern haben einen bedeutsamen Krankheitswert. Mit fortschreitender Erkrankung kommt es infolge der Abflussstörung des Blutes und dem damit erhöhten peripher-venösen Druck zu schweren Schäden im Bein, insbesondere im Bereich des distalen Unterschenkels. Die krankhafte Veränderung manifestiert sich anfänglich meist nur in diskreten und unspezifischen Symptomen, wie (einseitig verstärkte) Beinschwellung, Schweregefühl, Juckreiz oder nächtlichen Wadenkrämpfen. Die Vernarbungen von Haut, Unterhaut (Subkutis) und Faszie (Dermato-Lipo-Fascio-Sklerose) sowie die Ablagerung von Hämosiderin im Rahmen einer Stauungsdermatitis (Stauungsekzem), Entzündung der oberflächlichen Venen (Thrombophlebitis) bis hin zum Ulcus cruris varicosum („offenes Bein“) stellen dann bereits schwere, zum Teil nicht mehr reparable Krankheitsbilder dar. Die Gefahr einer Thrombose mit konsekutiver Lungenembolie ist vergleichsweise gering. Eine Verletzung der vorgeschädigten Haut kann eine bedrohliche Varizenblutung nach einer Bagatellverletzung hervorrufen. Hier hilft nur eine konsequente Kompression und Hochlagerung bis zur ärztlichen Begutachtung.
Teilweise werden Krampfadern als begünstigend für das Auftreten von Infektionen, Fusspilz, Nagelpilz, Warzen, trockene Beinhaut und Stauungsekzeme gesehen.

## Symptome
Krampfadern machen sich anfangs häufig nur diskret mit einem Spannungs- oder Schweregefühl in den Beinen bemerkbar. Auch Juckreiz der Haut über einer größeren Krampfader sowie nächtliche Wadenkrämpfe können auftreten. Bei warmem Wetter sind wegen des verstärkten arteriellen Bluteinstroms bei vergleichsweise schlechterem Ausstrom in aufrechter Körperhaltung die Beschwerden in der Regel schlimmer. In fortgeschrittenem Stadium zeichnen sich die verdickten Venen in ihrer typischen geschlängelten und verästelten Form durch die Haut hindurch ab. Wasser wird im Gewebe eingelagert, und es entstehen Ödeme. Die Haut kann sich bräunlich verfärben und pergamentartig verändern. Gelegentlich findet sich eine Mykose der Haut (Tinea pedis) oder der Zehennägel (Onychomykose). Selten bereiten Krampfadern umschriebene Schmerzen, obwohl sie bereits sehr fortgeschritten sind.
Je nachdem, welche Venen in den Beinen betroffen sind, unterscheidet man unterschiedliche Formen:
- Stammvarikose: Funktionsstörung der großen und der kleinen oberflächlichen Stammvene (Vena saphena magna, Vena saphena parva[7])
- Seitenastvarikose: funktionsgestörte Seitenäste der großen Stammvenen
- Perforansvarikose: funktionsgestörte Verbindungsvenen zwischen dem oberflächlichen und tiefen Venensystem (auch Blow out)
- retikuläre Varikose: funktionsgestörte kleine Venen unmittelbar unter der Haut (1–3 mm Durchmesser)
- Besenreiser-Varikose: funktionsgestörte kleinste Venen in der Haut

## Diagnostik
Die nichtinvasive farbkodierte Duplexsonographie wird als bildgebendes Verfahren der 1. Wahl betrachtet. Weitere, häufig für Gutachten angewendete Untersuchungsmethoden stellen hämodynamische Verfahren dar, wie:
- Photoplethysmographie (PPG) und Lichtreflexionsrheographie (LRR)
- Venenverschlussplethysmographie (VVP)
- Phlebodynamometrie (PD)

Hauptvoraussetzung einer invasiven Sanierung der Varikose ist die nachgewiesene Durchgängigkeit und Funktionalität des tiefen Venensystems, d. h., dass eine alte oder frische tiefe Beinvenenthrombose ausgeschlossen werden muss.

## Therapie
Trendelenburg beschrieb 1891 eine Saphena-magna-Exzision. Doch bereits im 15. Jahrhundert wurde eine Krampfader-Exzision (chirurgisches Entfernen) mittels Spatel und Haken geschildert. Im Vordergrund der invasiven Therapie stehen heute weltweit minimalinvasive operative Verfahren, die sogenannten endovenösen thermischen und nicht-thermischen Verfahren und die Sklerotherapie (Verödung) von Krampfadern. Die Stripping Operation wird international nur noch als Ersatzverfahren betrachtet. Zu den endovenös-thermischen Verfahren zählt man die Laserablation oder die Radiofrequenzablation. Zu den endovenös-nicht-thermischen Verfahren zählt die Cyanoacrylat-Verklebung und die Mechano-chemische Ablation. Die oben genannten Verfahren werden in den medizinischen Leitlinien zur Behandlung von Krampfadern empfohlen. Die Domäne der Verödungstherapie ist die Behandlung aller Typen von Krampfadern exklusive der Stammvarikose, also die Seitenastvarikose, die Perforansvarikose, die retikuläre Varikose und insbesondere die Besenreiservarikose. Die endovenösen Verfahren können auch mit der Sklerotherapie kombiniert werden, so dass die Stammvenen endovenös behandelt werden und die Seitenäste und kleineren Krampfadern mit der Sklerotherapie.
Früher wurden Krampfadern entfernt, indem das gesamte Bein geöffnet wurde, beispielsweise durch den Spiralschnitt nach Rindfleisch und Friedel. Mitte der 1940er Jahre setzten sich operative Methoden wie das Stripping durch. Das Ziehen der erkrankten Stammvenen mittels eingebrachter Sonde nach der von William Wayne Babcock entwickelten Babcock-Methode – inklusive Crossektomie ist in Deutschland noch die am meisten angewandte Therapieform. Weltweit haben die minimal-invasiven endovenösen Verfahren das Stripping größtenteils abgelöst.
Bei der operativen Babcock-Methode werden die Krampfadern in Narkose oder Spinalanästhesie entfernt. Anschließend ist wegen des mechanischen Gewebe-Schadens ein Kompressionsstrumpf zu tragen. Im Gegensatz hierzu werden bei der endovenösen Lasertherapie und der endovenösen Radiofrequenztherapie mit hohen Temperaturen von 120 °Celsius die Innenauskleidung der betroffenen Venen (das Endothel) thermisch zerstört, so dass die Vene durch körpereigene Umbauprozesse dauerhaft verschlossen wird. Aufgrund der hohen Temperaturen ist eine Kühlung des Gewebes mittels einer Tumeszenzlokalanästhesie, und in der Regel auch eine Narkose erforderlich. Die Nachbehandlung erfolgt mit Kompressionsstrümpfen. Die Mechanochemische Ablation erfolgt durch einen rotierenden Katheter, der die Venenwand zerstört, in Kombination mit einer Sklerosierung der Vene. Eine Narkose und die Kompressionstherapie sind üblich. Die Behandlung der Krampfader mit dem Venenkleber ist nicht-thermisch, nicht-tumeszent und führt über einen Verschluss der Vene mit einem medizinischen Kleber, dem N-Butyl-2-Cyanoacrylat, zu einem Umbau- und Abbauprozess der Krampfader. Vene und Cyanoacrylat werden vom Körper vollständig resorbiert. Eine Narkose oder ein Kompressionsbehandlung werden nicht benötigt.
Bei der wenig verbreiteten CHIVA-Methode werden Venen gezielt an einzelnen Stellen abgebunden, so dass die für die Krampfadern verantwortlichen krankhaften Rückflüsse vermieden werden. Bereits bestehende Krampfadern können sich so innerhalb einiger Wochen wieder zurückbilden.
Idealerweise werden die Patienten über alle Verfahren gemäß dem Patientenrechtegesetz aufgeklärt, um ihnen eine möglichst auf ihre Bedürfnisse zugeschnittene Therapie zukommen zu lassen. Verfahren, die einer Narkose bedürfen, können bei Patienten mit Narkoserisiken nicht angewendet werden.
Vorbeugend und lindernd wirkt der Einsatz von Kompressions- oder Stützstrümpfen, die Ursachen von Krampfadern können dadurch jedoch nicht beseitigt werden.
Egal zu welcher Therapieform eine Diagnose kommt, können oberflächliche Venen, mit wenigen Ausnahmen, bedenkenlos entfernt werden. Der Blutkreislauf leidet darunter nicht, da das oberflächliche Venensystem höchstens 5–10 % der gesamten Blutmenge vom Bein Richtung Herz transportiert. Der venöse Hauptblutstrom erfolgt im tiefen Beinvenensystem (90–100 %) und kann die Kapazität problemlos erhöhen.